# Stevensia grandiflora
Stevensia grandiflora är en måreväxtart som beskrevs av Brother Alain. Stevensia grandiflora ingår i släktet Stevensia och familjen måreväxter. Inga underarter finns listade i Catalogue of Life.